# 西湖梦寻
《西湖梦寻》是一本关于西湖掌故的书，张岱著于清康熙十年（1671），刻于康熙五十六年。写在明亡之后，怀念昔日胜景而作。
《西湖梦寻》全书五卷：
- 卷一 西湖总记
  - 西湖北路,包括：保俶塔、 西泠桥、 岳王坟、 紫云洞等篇.
- 卷二 西湖西路,包括：玉泉寺 、飞来峰、 冷泉亭、 灵隐寺 、北高峰 等篇。
- 卷三 西湖中路，包括：秦楼 、孤山、 苏小小墓、 葛岭、 苏公堤等篇。
- 卷四 西湖南路，包括：雷峰塔、 南高峰、 龙井 、九溪十八澗等篇
- 卷五 西湖外路，包括：虎跑泉、 六和塔等篇。